# Шатонёф-сюр-Шарант
Шатонёф-сюр-Шара́нт (фр. Châteauneuf-sur-Charente) — коммуна во Франции, находится в регионе Пуату — Шаранта. Департамент — Шаранта. Главный город кантона Шатонёф-сюр-Шарант. Округ коммуны — Коньяк.
Код INSEE коммуны — 16090.

## География
Коммуна расположена приблизительно в 410 км к юго-западу от Парижа, в 115 км южнее Пуатье, в 18 км к западу от Ангулема.
Через территорию коммуны протекает река Шаранта.

## Население
Население коммуны на 2008 год составляло 3452 человека.
| 1962 | 1968 | 1975 | 1982 | 1990 | 1999 | 2008 |
| ---- | ---- | ---- | ---- | ---- | ---- | ---- |
| 3285 | 3475 | 3500 | 3554 | 3522 | 3419 | 3452 |

## Климат
Климат океанический. Ближайшая метеостанция находится в городе Коньяк.
| Показатель                        | Янв. | Фев. | Март | Апр. | Май  | Июнь | Июль | Авг. | Сен. | Окт. | Нояб. | Дек. | Год   |
| --------------------------------- | ---- | ---- | ---- | ---- | ---- | ---- | ---- | ---- | ---- | ---- | ----- | ---- | ----- |
| Средний суточный максимум, °C     | 8,7  | 10,5 | 13,1 | 15,9 | 19,5 | 23,1 | 26,1 | 25,4 | 23,1 | 18,5 | 12,4  | 9,2  | 17,7  |
| Средняя температура, °C           | 5,4  | 6,7  | 8,5  | 11,1 | 14,4 | 17,8 | 20,2 | 19,7 | 17,6 | 13,7 | 8,6   | 5,9  | 12,5  |
| Средний суточный минимум, °C      | 2,0  | 2,8  | 3,8  | 6,2  | 9,4  | 12,4 | 14,4 | 14,0 | 12,1 | 8,9  | 4,7   | 2,6  | 7,8   |
| Норма осадков, мм                 | 80,4 | 67,3 | 65,9 | 68,3 | 71,6 | 46,6 | 45,1 | 50,2 | 59,2 | 68,6 | 79,8  | 80,0 | 783,6 |
| Источник: Relevé météo des Cognac |      |      |      |      |      |      |      |      |      |      |       |      |       |

## Администрация
| Период | Период | Фамилия      | Партия                    | Примечания |
| ------ | ------ | ------------ | ------------------------- | ---------- |
| 1989   | 1995   | Рене Кай     | Социалистическая партия   |            |
| 1995   | 2001   | Жак Боб      | Союз за народное движение |            |
| 2001   | 2014   | Жерар Кастен | Союз за народное движение |            |

## Экономика
В 2007 году среди 1965 человек в трудоспособном возрасте (15—64 лет) 1445 были экономически активными, 520 — неактивными (показатель активности — 73,5 %, в 1999 году было 70,5 %). Из 1445 активных работали 1290 человек (692 мужчины и 598 женщин), безработных было 155 (69 мужчин и 86 женщин). Среди 520 неактивных 133 человека были учениками или студентами, 214 — пенсионерами, 173 были неактивными по другим причинам.

## Достопримечательности
- Церковь Сен-Пьер (XII век). Исторический памятник с 1862 года[3]
- Церковь Сен-Сюрен (VIII—IX века). Исторический памятник с 1925 года[4]
- Оссуарий (XII век). Исторический памятник с 1990 года[5]

## Палеоантропология
Сравнительный анализ с использованием данных по 102 индивидам эпох каменного века показал, что молочный второй правый моляр неандертальца из пещеры Окладникова близок к неандертальцу Шатонёф 2 и ближневосточному Homo Схул 10 из пещеры Схул.

## Города-побратимы
- Альфтер (Германия)

## Фотогалерея

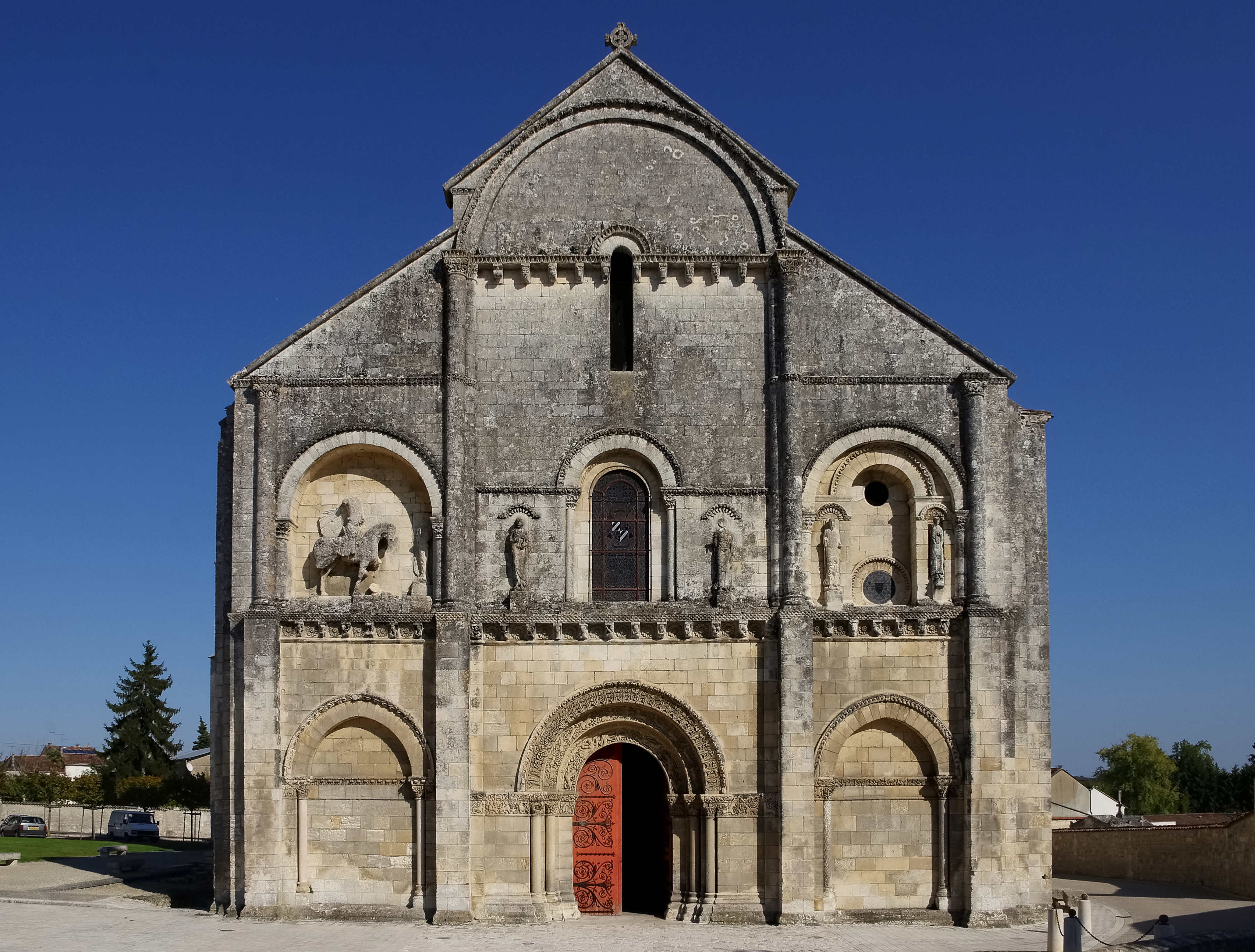
Церковь Сен-Пьер
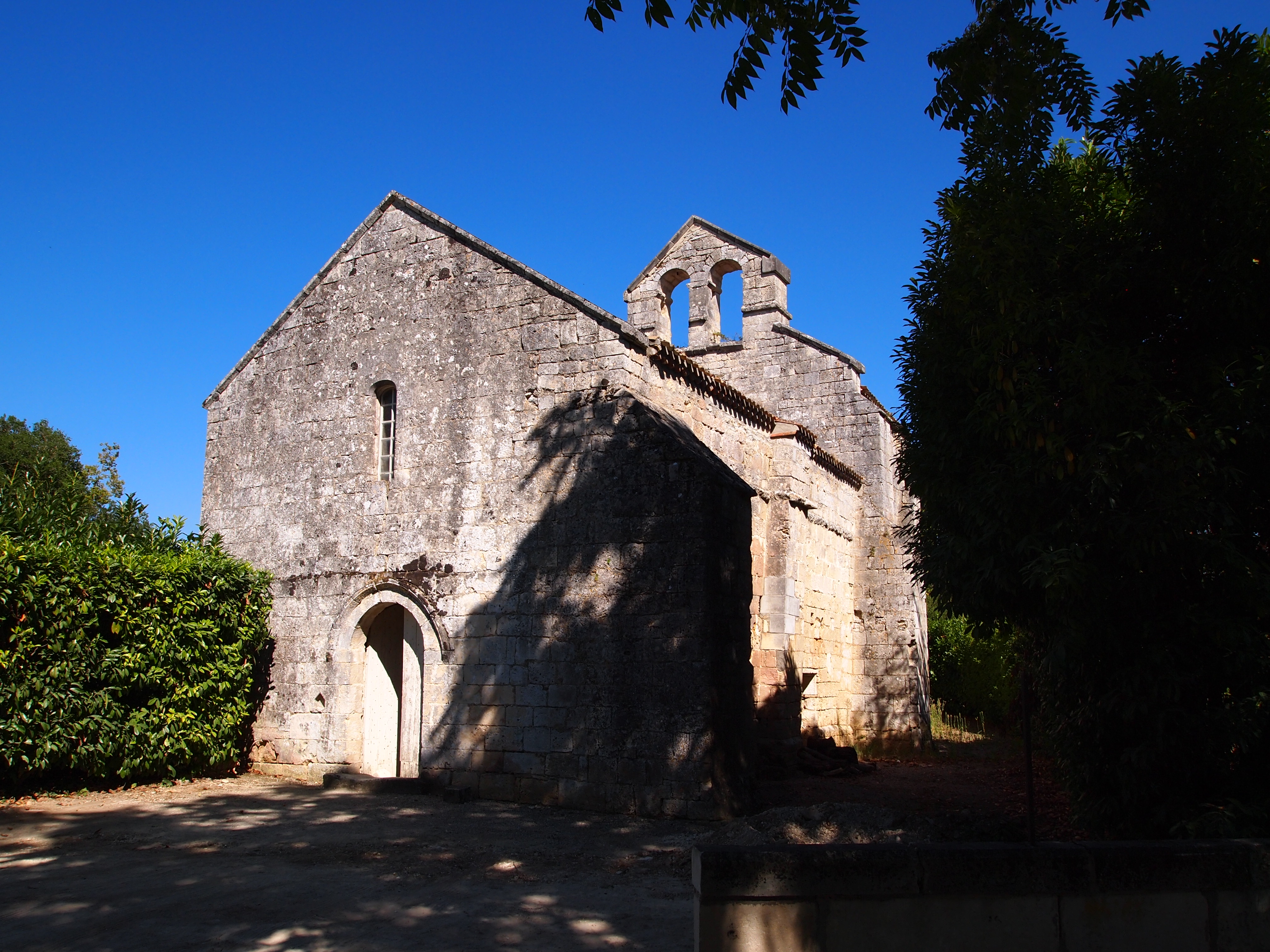
Церковь Сен-Сюрен
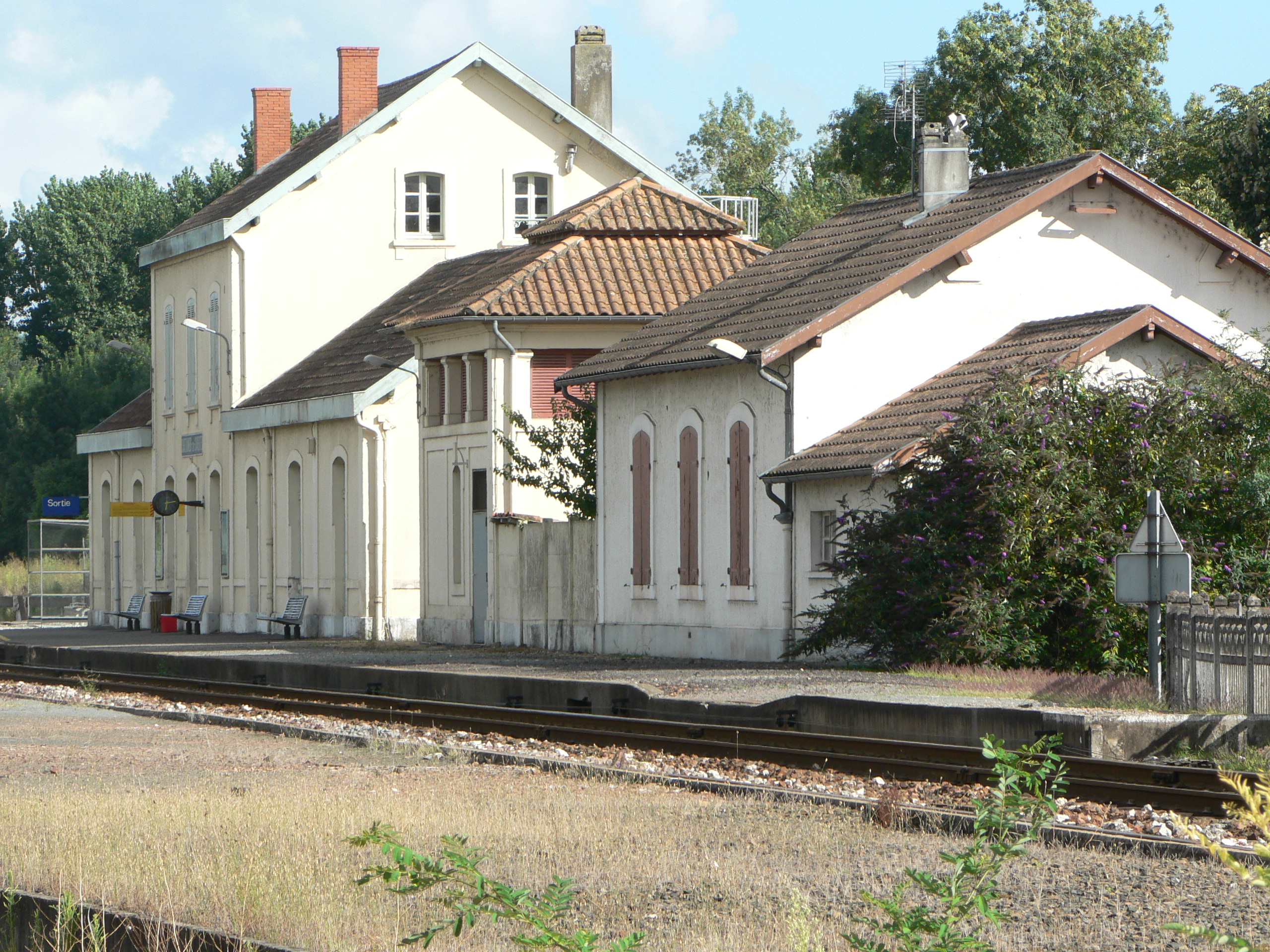
Вокзал
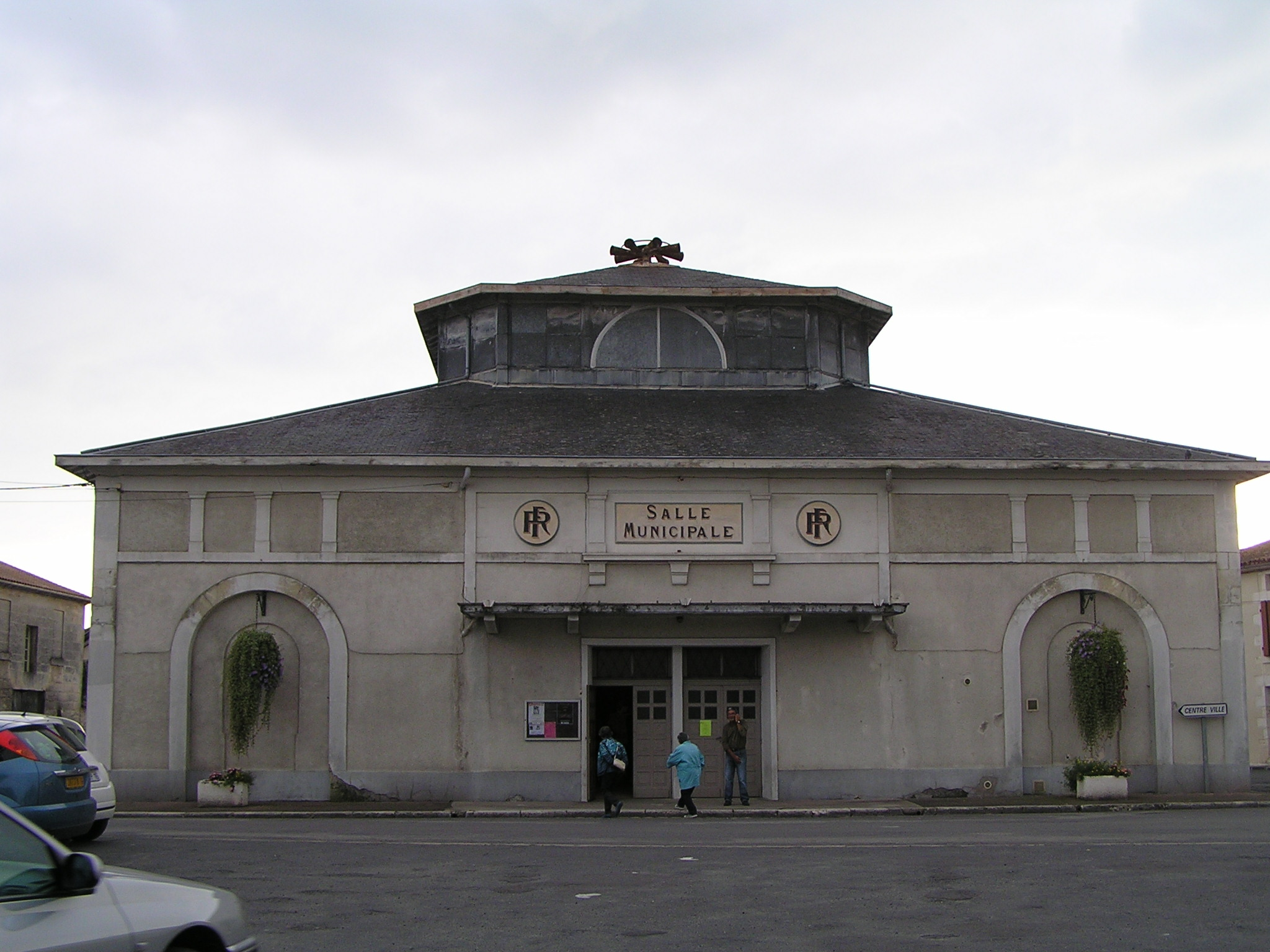
Зал
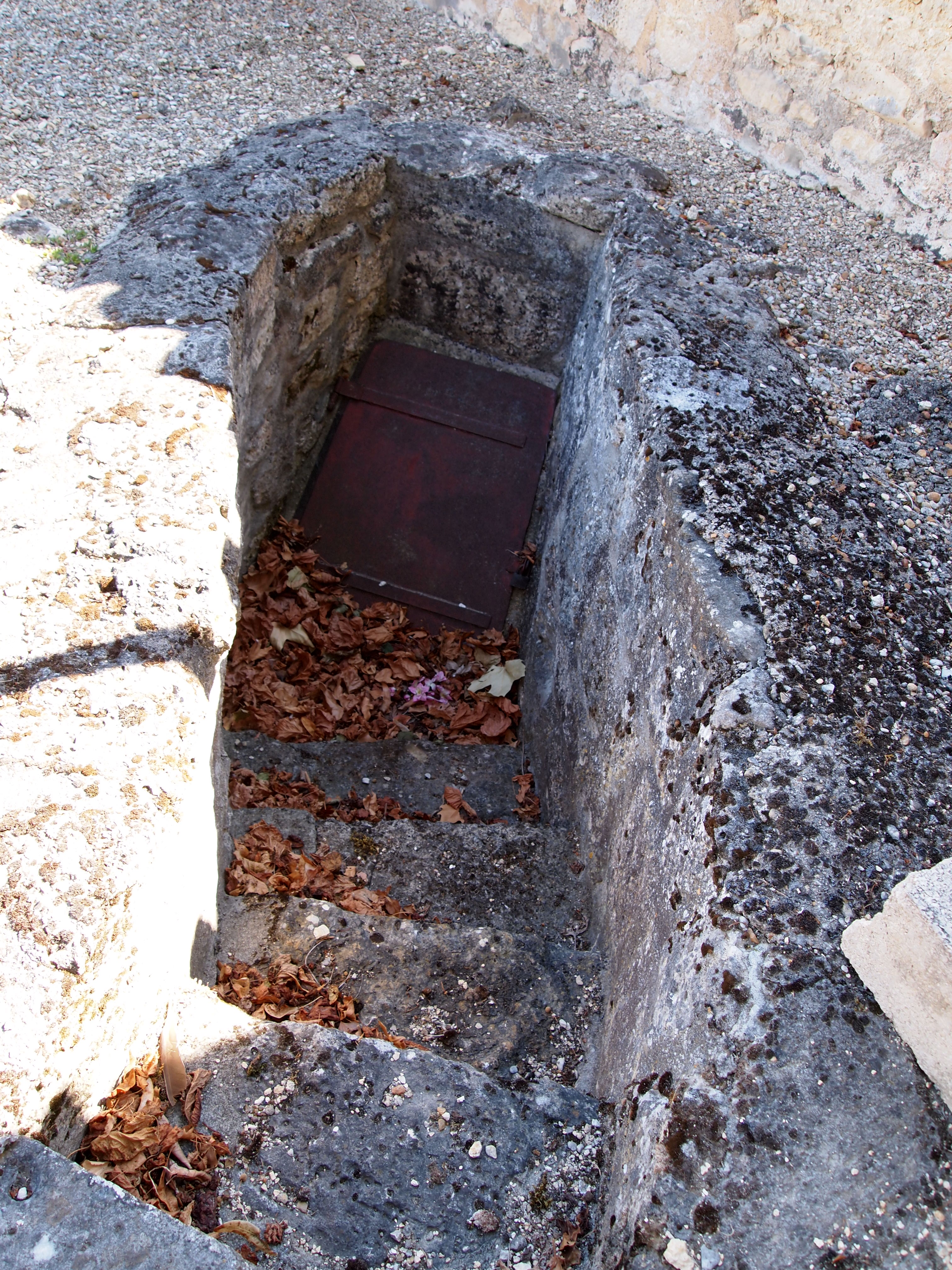
Оссуарий